# Samostan Betlehem u Sarajevu
Samostan Betlehem u Sarajevu je samostan družbe sestara Služavki Maloga Isusa. Nalazi se u Sarajevu u Ljubljanskoj ulici 30. 

## Povijest
Otvoren je 1974. godine, pet godina nakon što je na generalnom kapitulu 1969. formirana sarajevska provincija Bezgrešnog začeća BDM. Blagoslovljen je 21. lipnja 1974., a blagoslovio ga je vrhbosanski nadbiskup Smiljan Čekada. 
Samostan je bio provincijalna kuća, odnosno sjedište ove provincije sve do Domovinskog rata u BiH. S ratom je samostan bio u okruženju bosanskih Srba i dugo vremena nije bilo poznato što je s časnim sestrama. Naposljetku su uz pomoć UNPROFOR-a časne sestre evakuirane 1. listopada 1992. godine.